# Oediopalpa atripes
Oediopalpa atripes es una especie de insecto coleóptero de la familia Chrysomelidae descrita en 1926 por Pic.